# Parque nacional Madidi
El Parque Nacional y Área Natural de Manejo Integrado Madidi es un área protegida del noroeste de Bolivia, abarcando desde las serranías subandinas hasta las pampas de la Amazonía boliviana. Es notable por ser considerada el área protegida más biodiversa del mundo en cuanto a especies. Administrativamente se encuentra dentro de las provincias de Iturralde, Franz Tamayo, Bautista Saavedra y Larecaja, al norte del departamento de La Paz. Colinda con otras áreas protegidas como el Área Natural de Manejo Integrado Apolobamba, la Reserva de la Biosfera y Tierra Comunitaria de Origen Pilón Lajas y, al oeste, con la Reserva Nacional Tambopata y el parque nacional Bahuaja Sonene del Perú.
El PN-ANMI Madidi se creó formalmente mediante el Decreto Supremo n.º24123 del 21 de septiembre de 1995, con una superficie de 1 880 996 ha, dividida en tres zonas de manejo: dos correspondientes a la categoría de parque nacional y una a la categoría de área natural de manejo integrado. El parque nacional Madidi depende de la administración del Servicio Nacional de Áreas Protegidas (SERNAP), dependiente del Ministerio de Medio Ambiente y Agua (MMAyA).
El Parque se encuentra amenazado por la minería ilegal, con la zona bajo control de grupos armados.Estas actividades ponen en riesgo la vida de las comunidades indígenas de la zona, que sufren los impactos de la contaminación; asesinatos, amenazas e intimidaciones por parte de grupos que buscan tomar territorios por la fuerza; y desplazamientos del territorio.

## Características
- Superficie: El parque nacional cuenta con una superficie de 1 895 740 ha (18.957,40 km²) de las cuales 1 291 819 ha corresponden a la categoría de parque nacional y 603 921 ha a la categoría de Área Natural de Manejo Integrado, es una de las áreas protegidas más grandes de Bolivia. Sus límites se encuentran entre 12° 30′ y 14° 44′ de latitud sur y entre 67° 30′ y 69° 51′ de longitud oeste.
- Rango altitudinal: desde la serranía de Altuncama hasta las pampas entre los ríos Heath y Madidi. El área abarca un rango altitudinal que va desde los 5760 hasta los 180 m s. n. m. Su geomorfología es esencialmente montañosa, con relieves abruptos y profundos cañones, conforma una gran diversidad de pisos ecológicos.
- Hidrografía: se caracteriza por tener gran cantidad de cuencas hidrológicas, en especial cabeceras, localizadas en zonas de elevada pluviosidad y alta fragilidad de suelos por las pronunciadas pendientes. Está conformado por los ríos Tuichi, Madidi y Quendeque cuenca del Beni y el río Heath cuenca del río Madre de Dios, habiéndose definido seis subcuencas principales: río Heath, Beni, Madidi, Tuichi, Enapurera y Tumupasa-Beni.

El río de mayor actividad en la llanura es el Madidi, cuyo arrastre de sedimentos desde una importante superficie montañosa ha constituido un extenso abanico aluvial, que alcanza un promedio de unos 400 metros sobre el nivel del mar.
- Clima: el clima es diverso, variando desde el frío en la zona de los Andes, templado en las tierras intermedias, hasta cálido en las tierras bajas del norte. En la llanura estacional alcanza valores intermedios de 1800 mm anuales y en las serranías pluviales subandinas, como en la zona del Alto Madidi, en el cual se observan niveles extraordinarios de pluviosidad de más de 5000 mm al año. La temperatura promedio es de 25 °C, oscilando entre los 33 °C entre octubre y enero y los 10 a 20 °C entre marzo y junio.
- Acceso: los puntos de ingreso en el Parque son Pelechuco y Apolo al sur, Rurrenabaque al este, Tumupasa al noreste y el río Madre de Dios al norte. Existen dos vuelos semanales del TAM y tres vuelos diarios Amaszonas entre Rurrenabaque y La Paz.

## Características del área

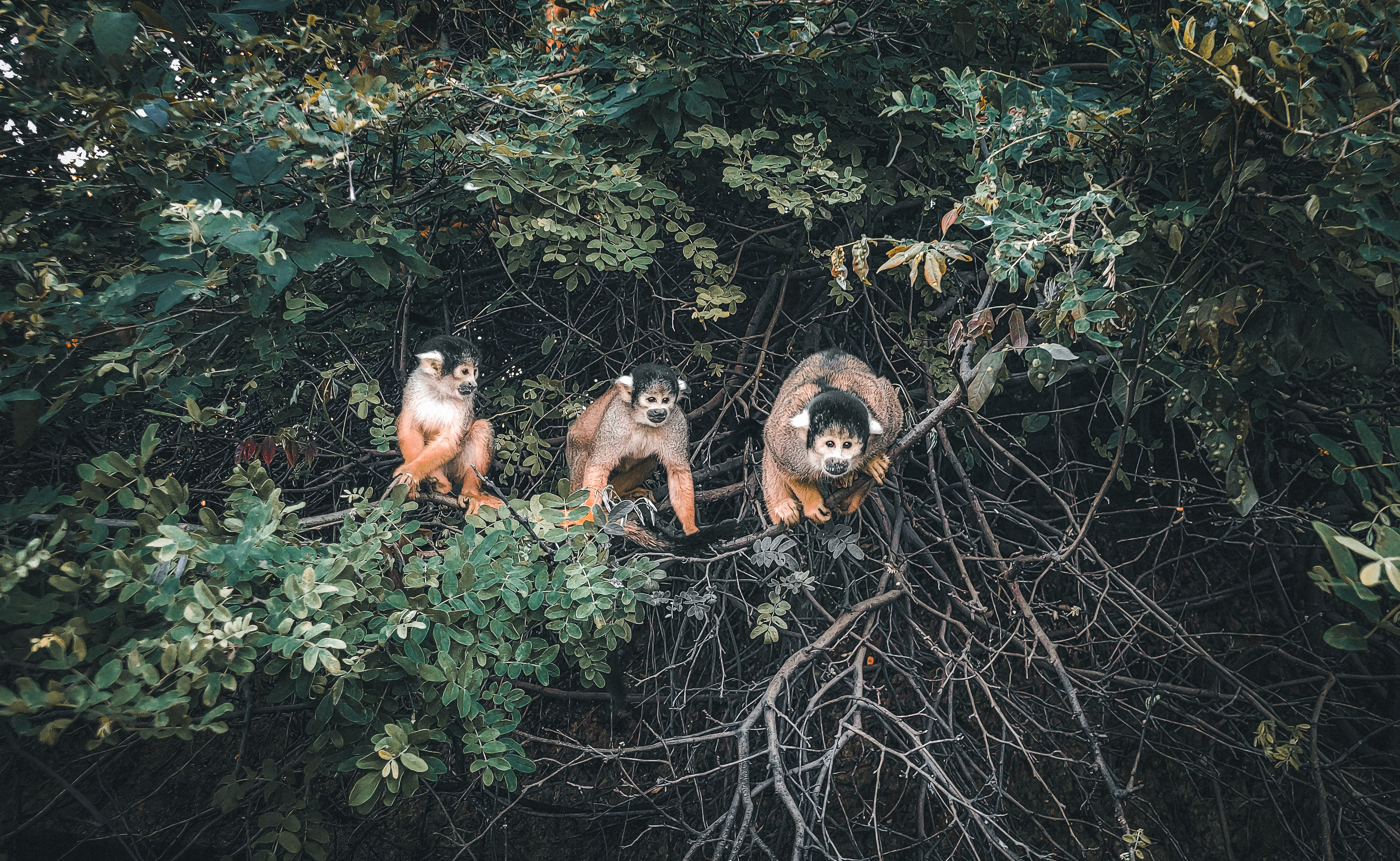
Monitos ardilla, registrados en el Parque Madidi.

El parque se caracteriza principalmente por ser el área protegida con mayor biodiversidad tanto en flora como en fauna del mundo, así como en pisos ecológicos ya que va desde las nieves perpetuas hasta la llanura amazónica y albergando etnias comunitarias en su territorio. Fue declarado por la revista National Geographic como una de las zonas con más biodiversidad del planeta y uno de los 20 lugares con mayor interés turístico a nivel mundial. Por su enorme calidad ambiental, genera beneficios económicos significativos a su región por la conservación y el ecoturismo (Fleck et al., 2006a; Malki et al., 2007).

## Flora

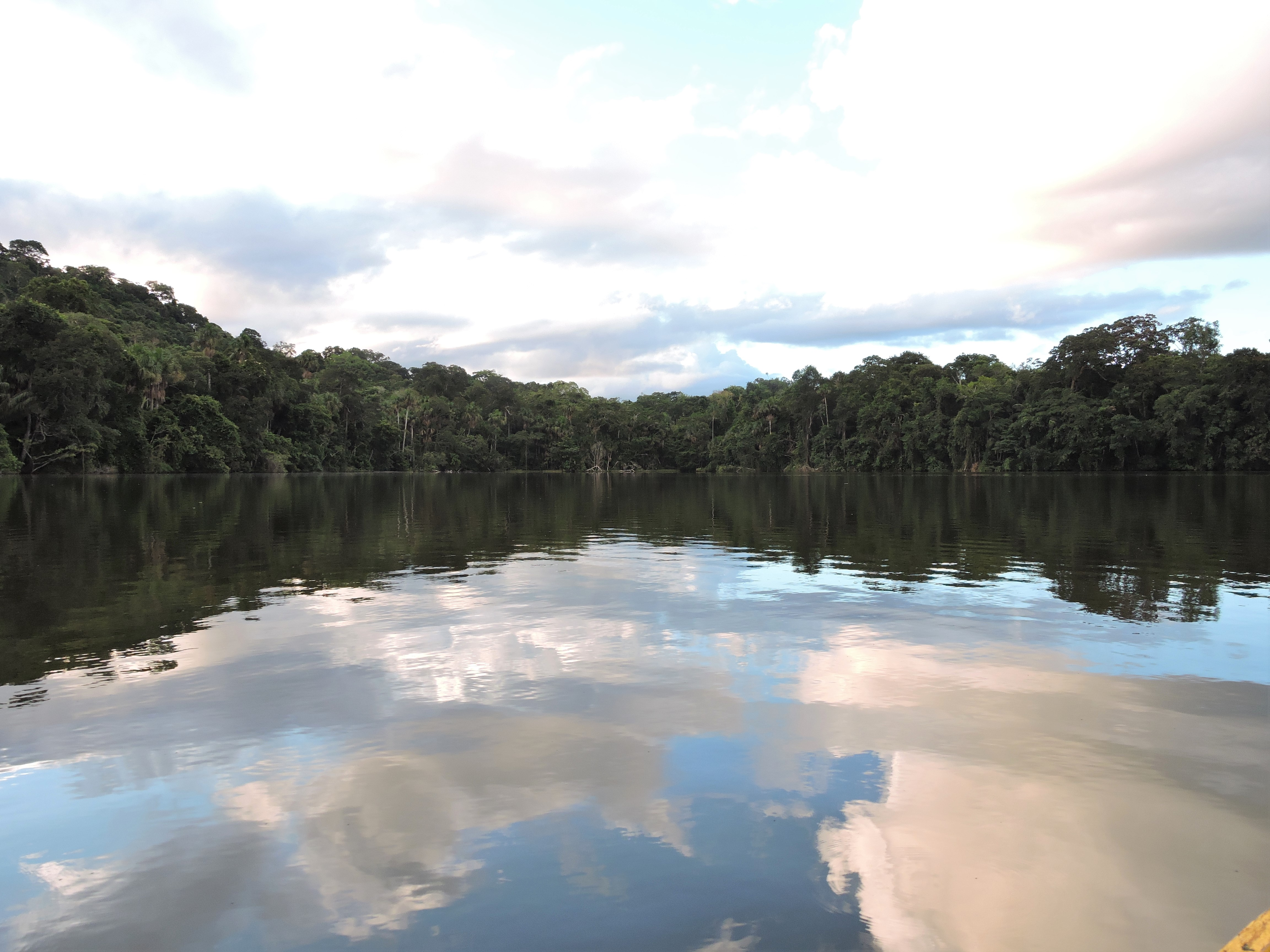
Vegetación en el parque nacional Madidi

Debido al amplio rango altitudinal (200 a 6000 m s. n. m.), el Madidi presenta varios pisos altitudinales, asociados con una amplia variedad de ecosistemas. Encontramos zonas nivales y ambientes periglaciares, Páramo Yungueño, Bosque Nublado de Ceja, Bosque Húmedo a Perhúmedo de Yungas, Bosque Pluvial Subandino, Bosque Seco Deciduo de San Juan del Asariamas, Bosque muy Húmedo Pedemontano, Bosque Húmedo Estacional basal, Sabanas de Inundación y Palmares Pantanosos de palma real (Mauritia flexuosa y Mauritiella aculeata). Se estiman de 5000 a 6000 especies de plantas superiores en todo el Área. Entre éstas destacan: la queñua (Polylepis racemosa triacontranda), incluyendo una especie nueva para la ciencia, la huaycha (Weinmannia microphylla), los iotavio (Weinmannia boliviensis y W. crassifolia), el nogal (Juglans boliviana), el yuraj huaycha (Miconia theaezans), los pinos de monte (Podocarpus spp.), la coca silvestre (Eugenia sp.), el aliso (Alnus acuminata), la chachacoma (Escallonia myrtilloides), las yarumas (Hesperomeles ferruginea y H. lanuginosa), el aliso colorado (Myrica pubescens), el arrayán (Randia boliviana), el limachu (Myrsine coriacea), el sauco (Sambucus peruviana), los laureles (Ocotea spp. y Nectandra spp.), el coloradillo del monte (Byrsonima indorum), la quina (Cinchona officinalis), el isigo (Tetragastris altissima), la bilka (Anadenanthera colubrina), el bibosi (Ficus spp.), el guitarrero (Didymopanax morototoni) y el bizcochelo (Miconia multiflora). También existen numerosas especies maderables como la mara o caoba (Swietenia macrophylla), el cedro (Cedrela odorata), el palo maría (Calophyllum brasiliense) y el ochoó (Hura crepitans). Además, el Área presenta una gran diversidad de palmas, entre las cuales se puede mencionar: Ceroxylon pityrophyllum (como muy rara), las jatatas (Geonoma megalospatha, G. lindeniana y G. deversa), la pachiuva (Socratea exorrhiza), la copa (Iriartea deltoidea), el motacú (Scheelea princeps), varias chontas (Astrocaryum spp.), la palma marfil (Phytelephas macrocarpa), el icho (Dictyocaryum lamarckianum), el asaí (Euterpe precatoria) y la palma real (Mauritia flexuosa).

## Fauna

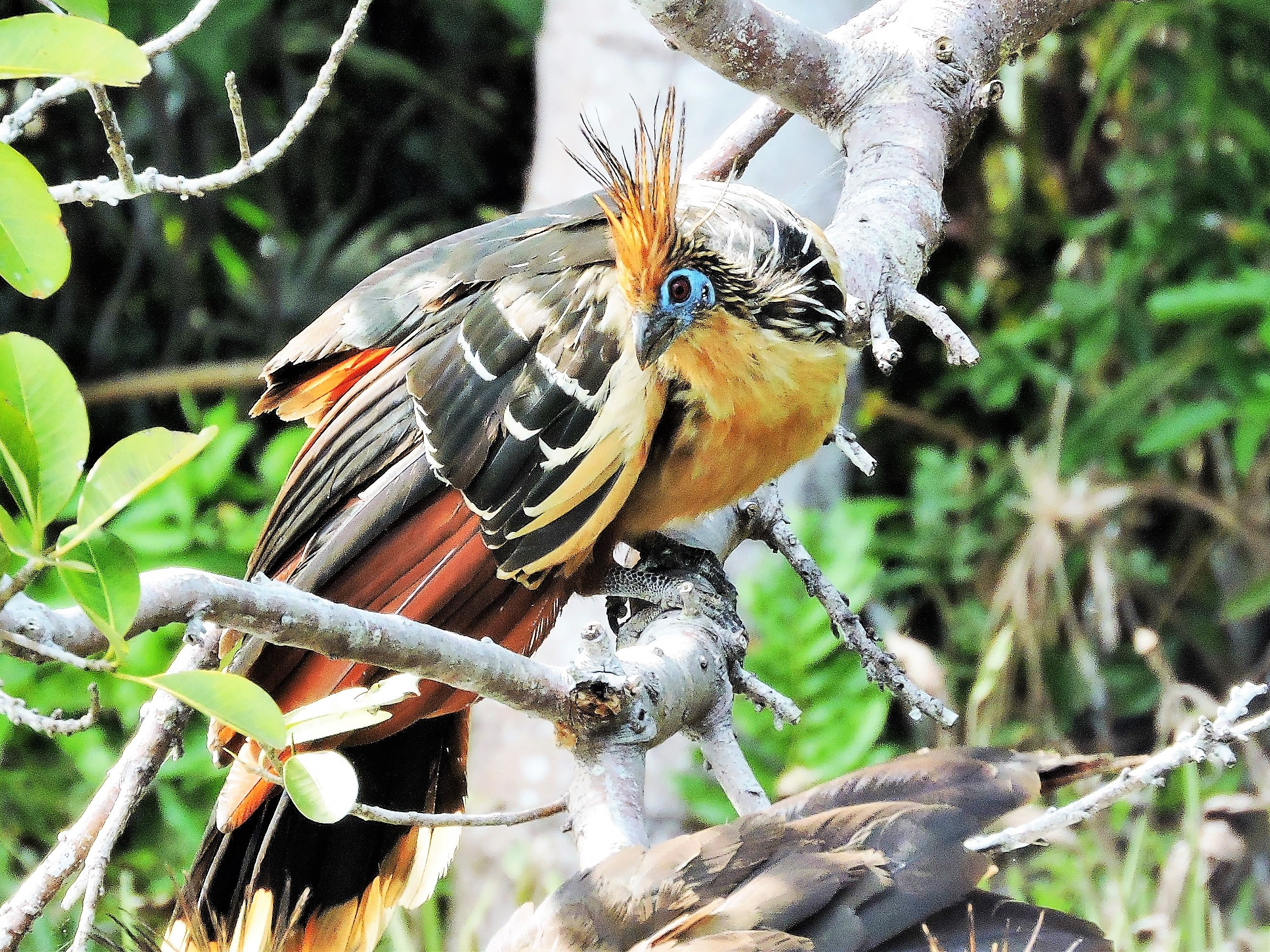
Pava serere.

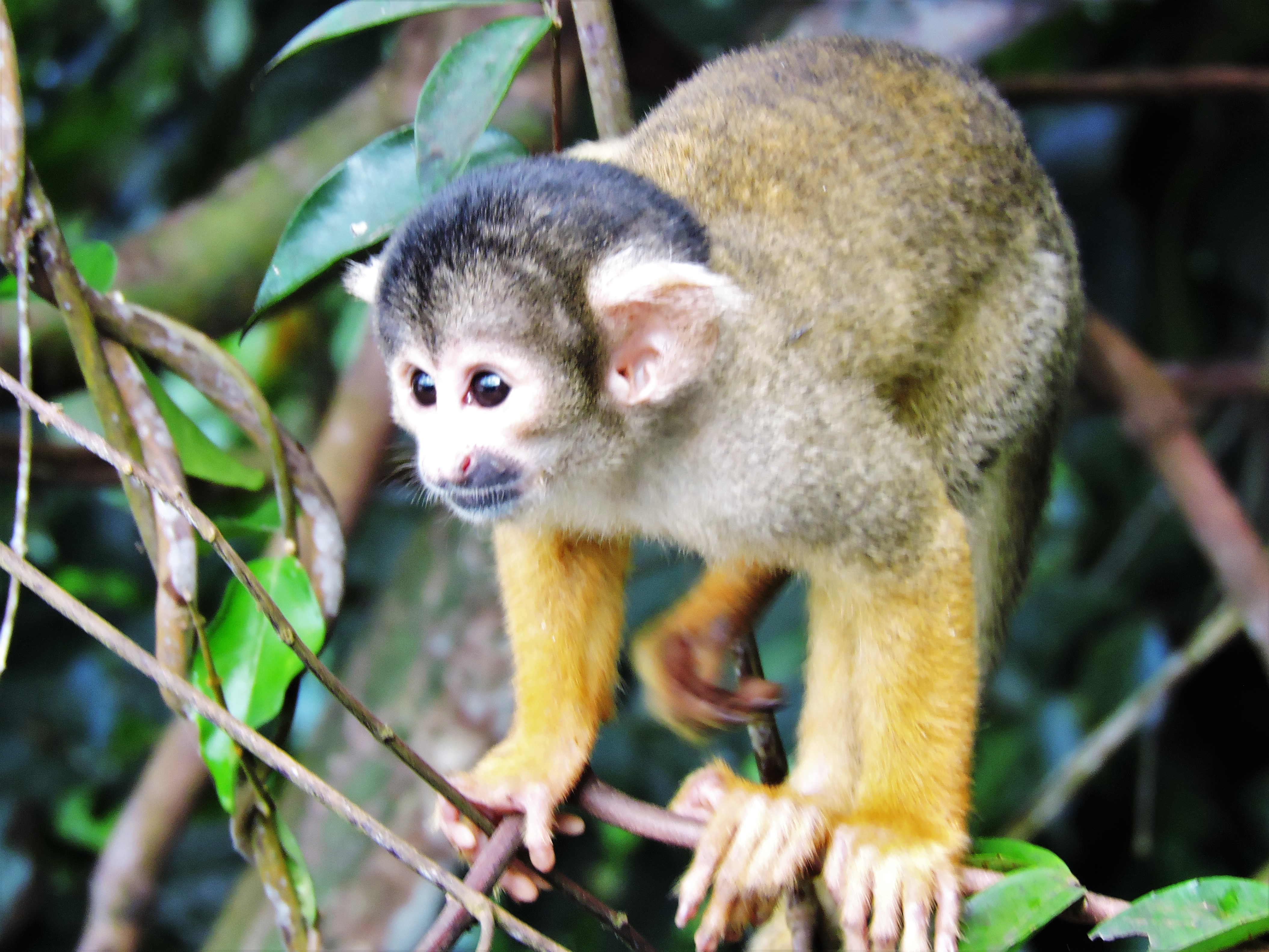
Mono ardilla boliviano.

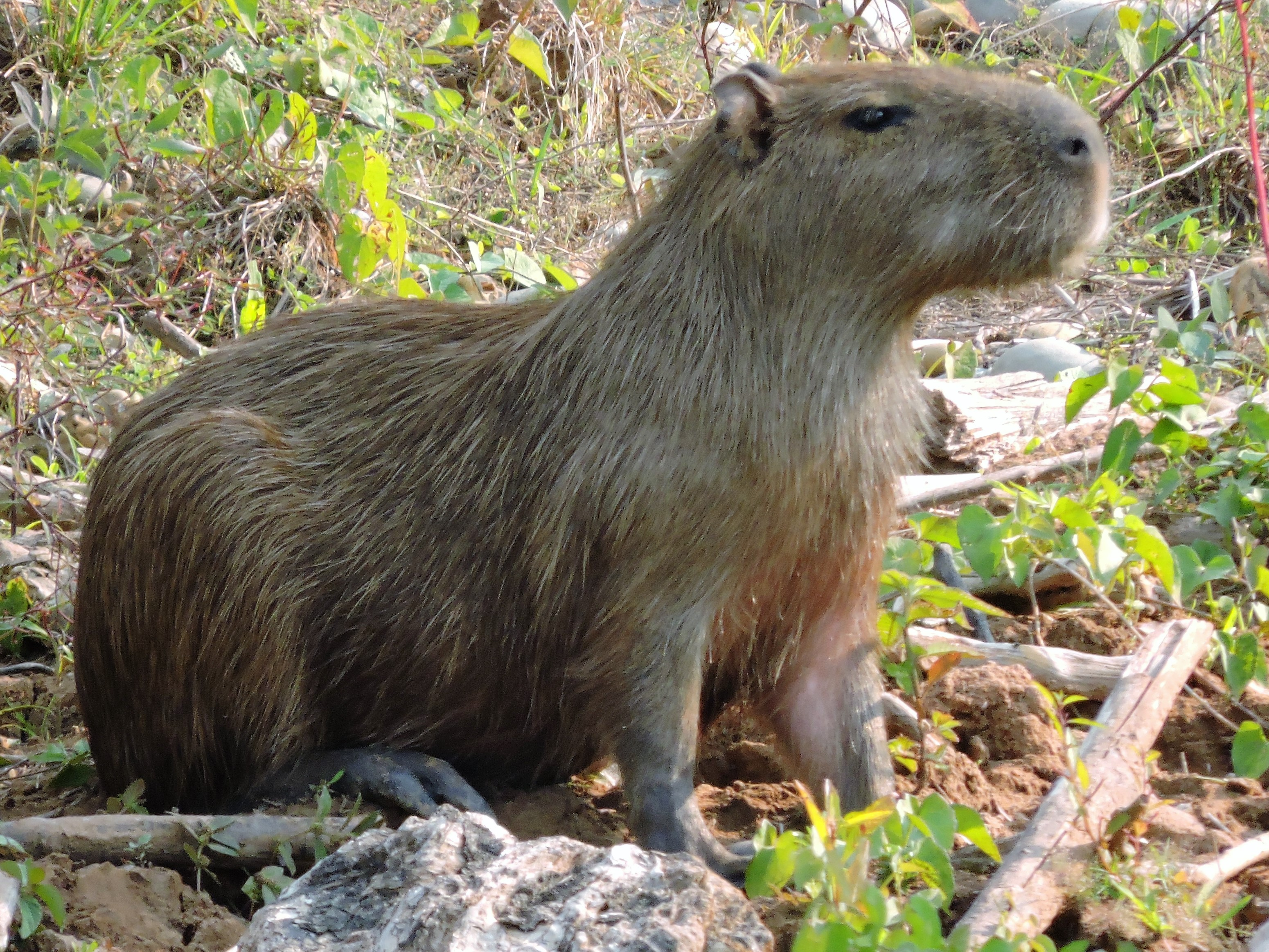
Capibara.

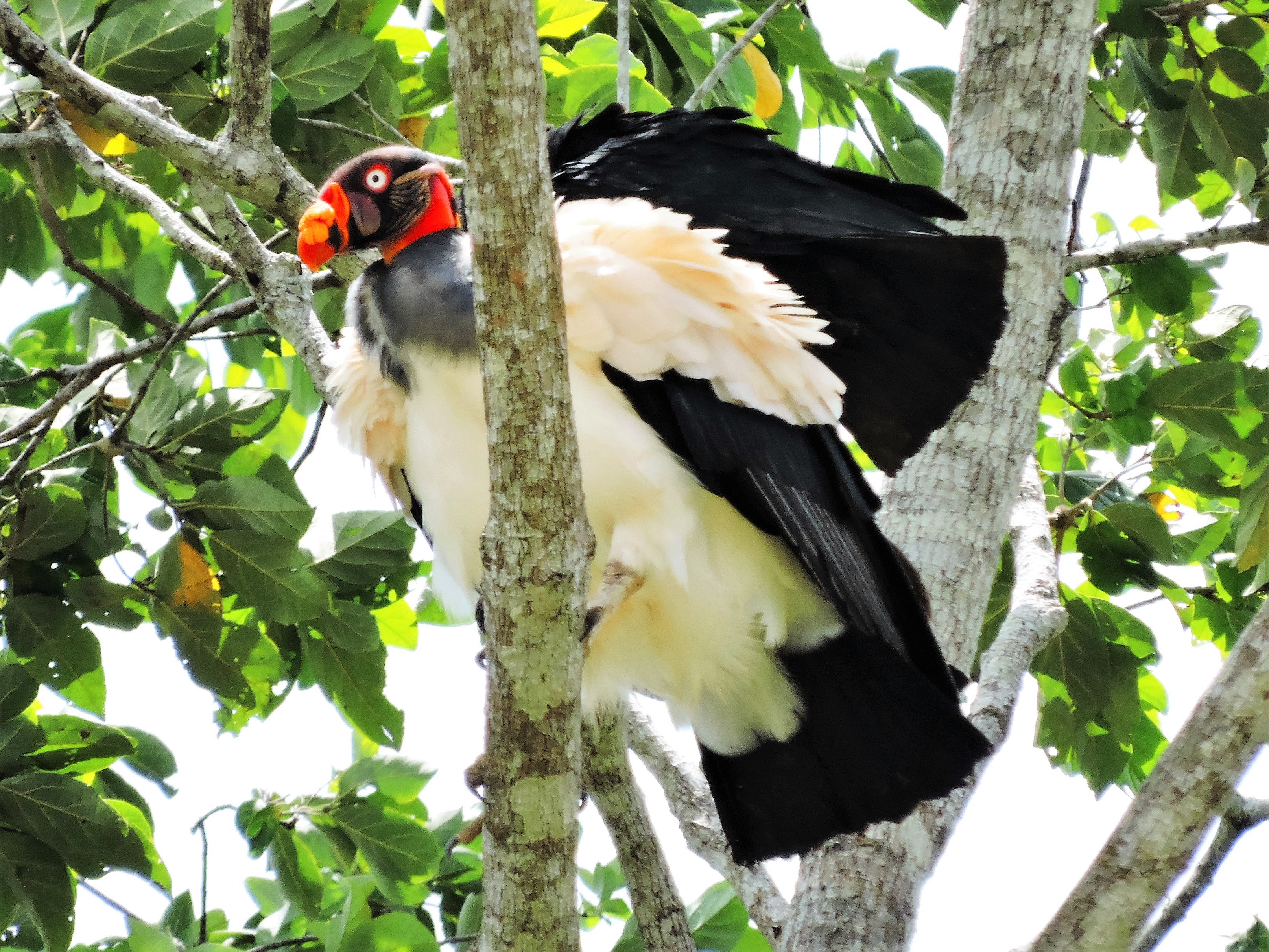
Cóndor amazónico.

La fauna del parque responde con similares patrones de diversidad a esta extraordinaria variedad de hábitats.
- Vertebrados: Se han registrado 2000 especies de vertebrados, que representan el 66 % de los vertebrados de Bolivia y 3,7 % del mundo.[13]
- Mamíferos: entre las 270 especies de mamíferos reportadas, destacan el jucumari, gato andino, puma, jaguar, tigrecillo, taruca o venado andino, chancho de tropa, ciervo de los pantanos, londra, y una gran variedad de monos: marimono, manechi, mono silbador, mono ardilla. Además de aquellos, se ha identificado una especie endémica para el país, el roedor Akodon dayi y una nueva especie de primate del género Callicebus, el Callicebus aureipalatii cuyo nombre fue recientemente establecido mediante un remate internacional a favor del área protegida Siendo la reserva con mayor número de especies de Mamíferos del planeta.
- Aves: se cuenta con la presencia de paraba roja y ocho especies de Guacamayos de las 14 que habitan en territorio boliviano, tyranido, águila crestada, tunqui, harpía, y varias especies de aves en peligro de extinción como la Grallaria erythrotis endémica de la región Pudiéndose observar bandadas de diferentes especies de Guacamayos y loros de más de 700 individuos(Grupo de una sola especie pero cuando se juntan con grupos de otras especies su número se vuelve imposible de enumerar llegando según estimaciones a más de 2500 individuos, pudiéndose juntar hasta 8 especies de Guacamayos e innumerables bandadas de loros y otras aves de otras especies en barrancos de arcilla para alimentarse) e incluso de más en dormideros y puntos de alimentación Siendo el lugar con mayor número de especies de aves del planeta. El área contiene más de 1250 especies diferentes, lo que representa el 83 % de la fauna avícola del país.
- Anfibios: (reserva con mayor número de especies de Anfibios del planeta) 213 especies, el Madidi alberga el 85 % de los anfibios del país. Se considera que existen más de 30 especies endémicas.
- Reptiles: (reserva con mayor número de especies de Reptiles del planeta) un total de 204, es decir el 70 % de los reptiles del país. Muchas de las especies de mayor tamaño como las boas, anacondas, culebras, los grandes saurios y las tortugas acuáticas y terrestres se encuentran amenazadas por la cacería realizada para subsistencia, obtención de cueros o el uso como mascota.
- Peces: (reserva con mayor número de especies de Peces del planeta) un total de 496, lo que corresponde al 51 % de la ictiofauna del país.

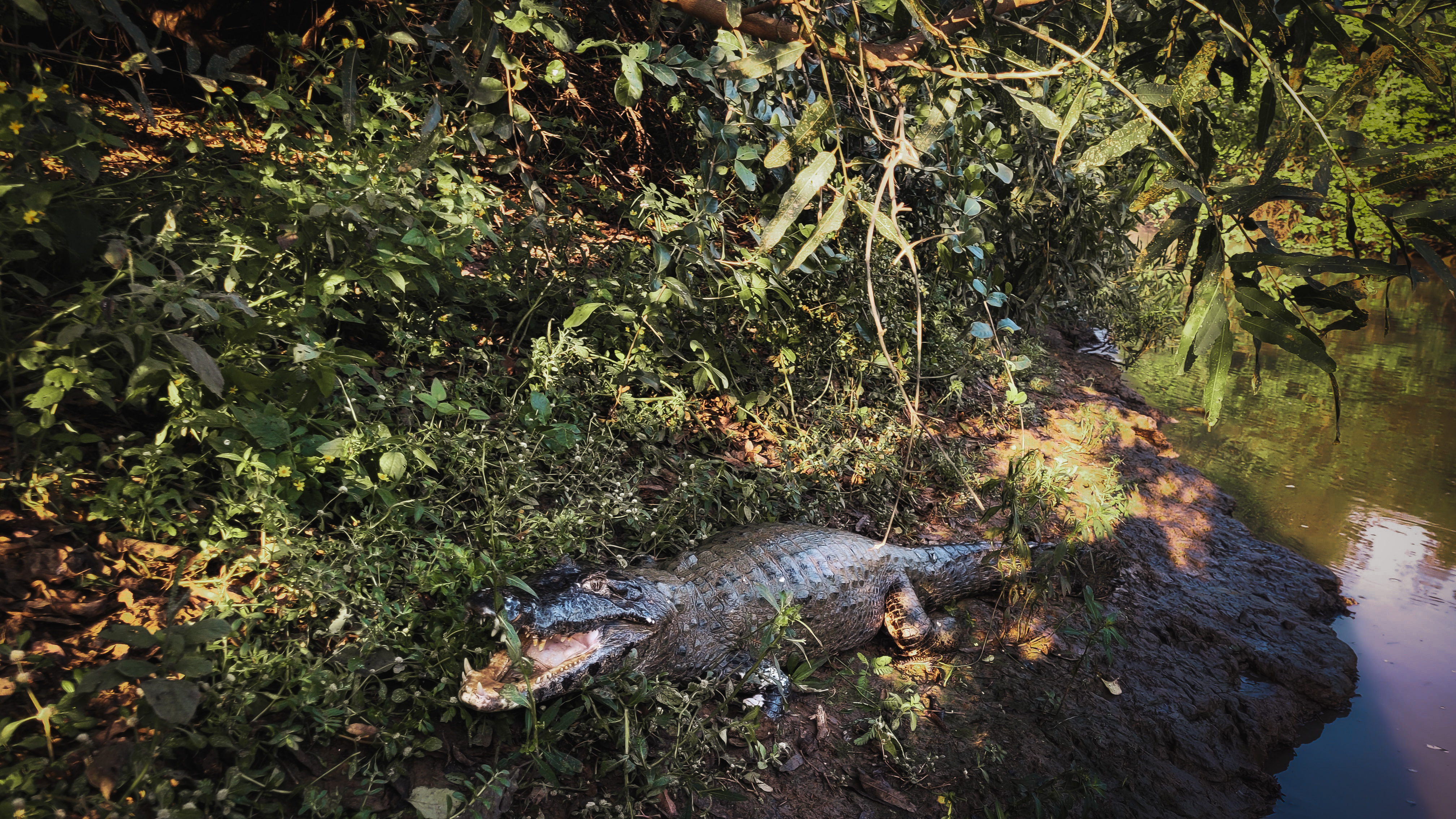
Cocodrilo en el Parque nacional Madidi

El parque es el hogar de más de 120 000 especies diferentes de insectos, por lo que ocupa el primer lugar en diversidad y número de especies del planeta.

## Comunidades
Dentro del área protegida del Madidi habitan 46 comunidades de familias de origen tacana, leco, quechua, aymara, chama, maropa y t'simanes, que históricamente habitan la zona. Entre algunas de las comunidades se encuentran:
- Al norte: Asariamas, Suyo Suyo, Buena Vista, Raviana o Santa Elena, Los Altos, Altuncama, Mamacona, Fátima, Santa Teresa, Machua, Tigri Rumy y Cruz Pata.
- Al sur: Santa Catalina, San Pedro, Atén, Suturi, Puchahui y Huaratumo.
- Al este: Curiza y Chipilusani.
- Al oeste: Santa Cruz del Valle Ameno y Mohima.

## Conflictos ambientales
La actividad minera, tanto legal como ilegal, es una de las amenazas más grandes en el Madidi. En 2014 se elaboró el plan maestro vigente del Madidi, en el cual la cantidad de concesiones mineras registradas eran 55. Sin embargo, al 2020 la cifra se ha casi duplicado llegando a las 94 concesiones mineras, según datos de la Actividad Jurisdiccional Administrativa Minera (AJAM). En 2022 la Comisión de Tierra y Territorio, Recursos Naturales y Medio Ambiente de la Cámara de Senadores consideró que la minería ilegal en el Madidi está fuera de control y que no existen mecanismos de defensa para asegurar la seguridad del parque nacional.
En 2025, el defensor ambiental Francisco Marupa, de la comunidad torewa, fue asesinado por actores de la minería ilegal.Esta situación fue denunciada por las comunidades indígenas del pueblo leco.

## Ecoturismo
El parque nacional y área natural de Manejo Integrado Madidi alberga a varios emprendimientos de turismo responsable y ecoturismo comunitario, uno de los más reconocidos a nivel local e internacional es Chalalan Albergue Ecológico de propiedad de la comunidad indígena San José de Uchupiamonas. Le sigue San Miguel del Bala Ecolodge de propiedad de la comunidad tacana San Miguel del Bala, ambos ubicados en el parque nacional Madidi. Recientemente fueron abierto otras iniciativas locales de turismo responsable como Berraco del Madidi amazon adventure tour, Madidi Jungle Ecolodge, Sadiri Ecolodge y el Corazón del Madidi Ecolodge.

### Chalalán

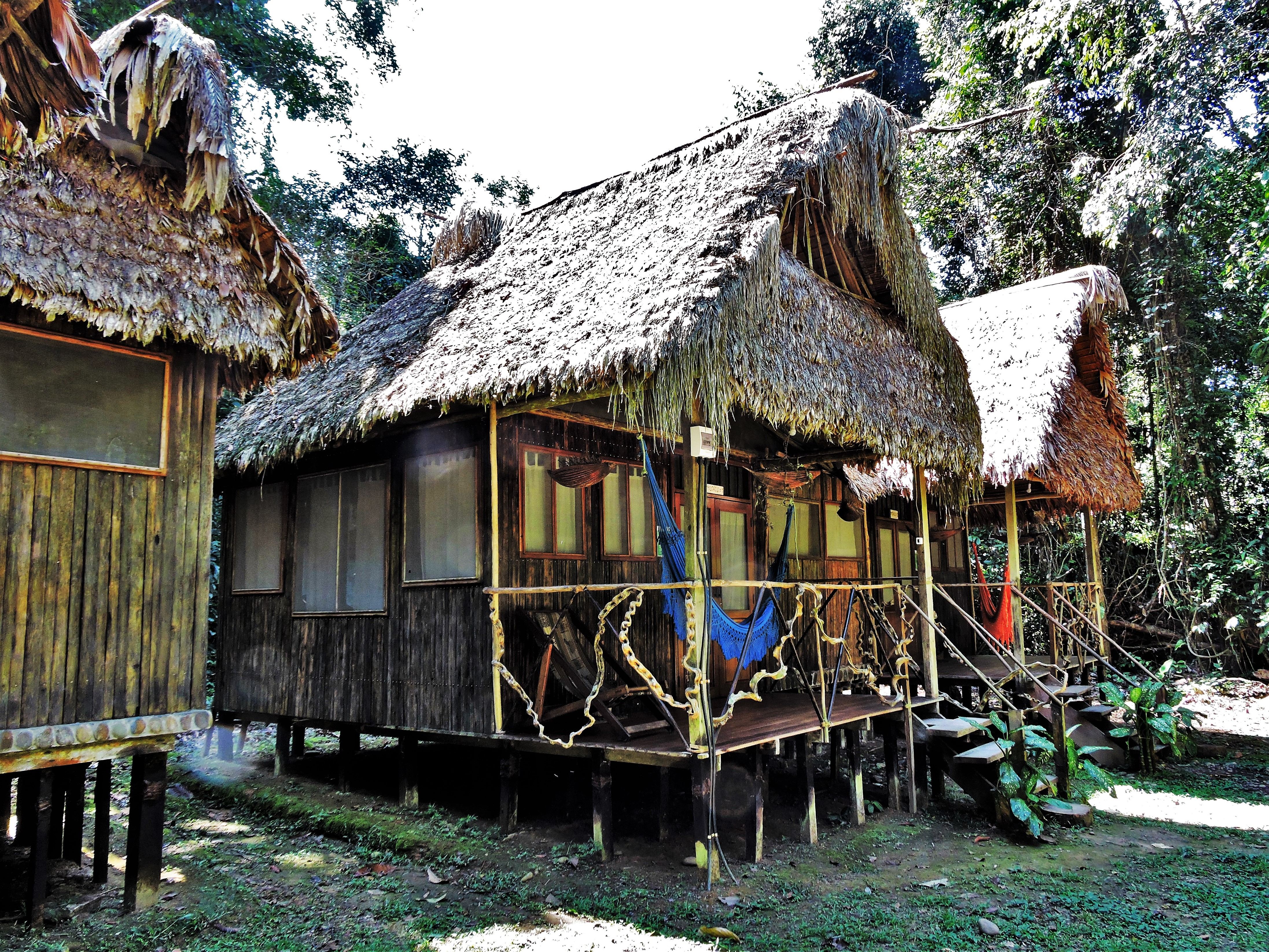
Chalalán Albergue Ecológico

Chalalán Albergue Ecológico es un emprendimiento de ecoturismo comunitario que le pertenece al pueblo indígena de San José de Uchupiamonas, el cual recibe las utilidades que produce el albergue, además de aportar en otras áreas como salud y educación. Chalalan opera desde 1999 ofreciendo tours al parque nacional Madidi. El producto turístico incluye el transporte desde Rurrenabaque hasta el albergue en un recorrido por los ríos Beni y Tuichi, alojamiento en cabañas de estilo Tacana con baño privado, cocina fusión internacional - amazónico y guianza por indígenas de la comunidad quienes hablan quechua, español e inglés y están capacitados y certificados. Chalalan cuenta con un sistema de paneles solares que alimentan al albergue con energía limpia y cuenta con un sistema de gestión de residuos sólidos y tratamiento de aguas servidas para reducir su impacto ambiental. El albergue cuenta con 9 cabañas ubicadas en las proximidades del lago Chalalan, del cual se ha tomado el nombre para el albergue. Chalalán cuenta con 30 km de senderos de interpretación ambiental, canoas de remo para pasear por la laguna, un mirador elevado y un comedor que también cuenta con un área social. La estadía promedio es de 4 días y 3 noches.

### Sadiri Lodge
Sadiri Lodge nace como una propuesta alternativa de uso de un bosque rico y megadiverso, que, al mismo tiempo que protege la naturaleza, las fuentes de agua,especies endémicas y en peligro de extinción impulsa el desarrollo local de las comunidades a través del turismo comunitario responsable y sin fines de lucro. 
Actualmente, Sadiri Lodge es gestionado y administrado por comunarios del Pueblo Indígena San José De Uchupiamonas, comunidad que se encuentra en el corazón del área protegida más mega diverso del mundo, Madidi. La gran labor de Sadiri Lodge es de preservar las 34 Mil hectáreas de bosque prístino, reservorios de agua naturales, y criaturas de la selva viva Boliviana. 
La misión principal de Sadiri Lodge es la protección del bosque cuya exuberante riqueza natural crea un refugio para las especies que habitan el lugar. Dentro de la zona que custodia Sadiri, existen más de 430 especies de aves, siendo este un indicador de la importancia natural del área, que se traduce en la diversidad de reptiles, insectos, anfibios y especies magníficas de flora que adornan el entorno como bromelias y orquídeas. Además, por ser un bosque pie de monte a 900 m s. n. m., cuenta con un clima agradable, albergando diferentes especies de monos, cuyo coro de las mañanas despiertan el bosque, y los más pequeños deleitan con sus chillidos y saltos de copa en copa. Pero el arcoíris y concierto de sonidos lo proporcionan las aves, haciendo de la selva un teatro sinfónico natural. Ni qué decir del espectáculo que dan los picaflores que revolotean en el entorno, y los más coloridos insectos y mariposas entre otros. Todos ellos son hábilmente identificados por los expertos guías locales Uchupiamonas, quienes utilizan sus conocimientos ancestrales del bosque, con técnicas de llamado de animales, sus ojos y oídos de águila, complementado con historias de su cultura, haciendo una experiencia inolvidable y de aprendizaje de vida para quienes visitan Sadiri Lodge.

### Berraco del Madidi

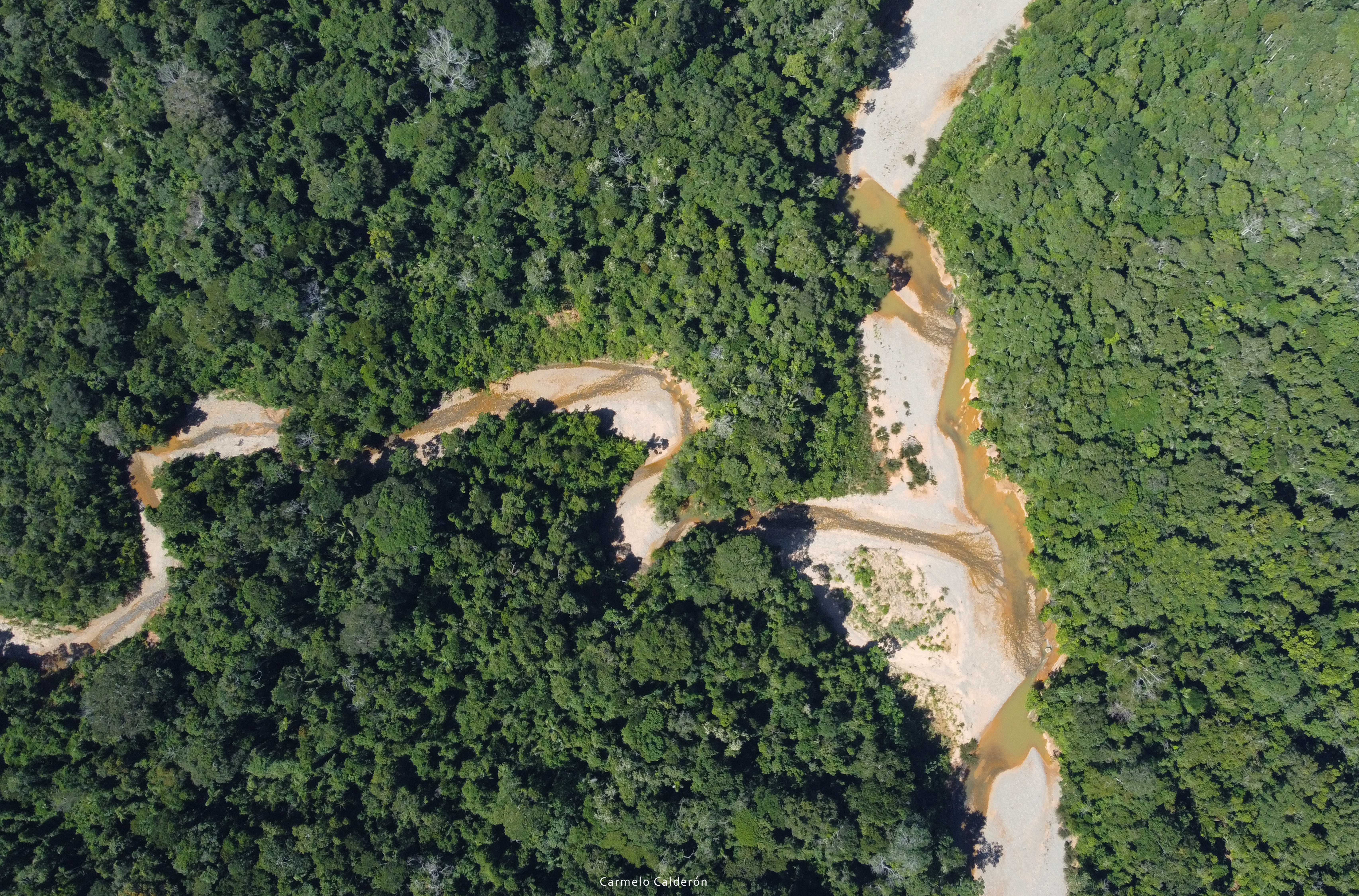
Confluencia de un río con el río Madidi.

Berraco del Madidi es una iniciativa privada de un miembro de la comunidad indígena Quechua-Tacana de San José de Uchupiamonas, ubicada dentro del Madidi. La idea surgió en 2007 y se transformó en una realidad en el año 2010, con una gran ilusión y muchísima experiencia adquirida en muchos años como guía. Es operado 100 % por la población de la comunidad para así poder generar puestos de trabajo y beneficios a la misma. El campamento (Ecocamp) está sitiado en el mismo territorio que la comunidad (210 mil hectáreas), a 6 horas de viaje en bote a motor fuera borda. Es el más profundo dentro del parque nacional Madidi. Cuenta con cabañas construidas de forma tradicional estilo Quechua-Tacana utilizando los mismos recursos naturales.

### Madidi Jungle Ecolodge
Madidi Jungle Ecolodge ha sido abierto a los visitantes a mediados del 2011, es una iniciativa local, operado por familias indígenas de la TCO San José de Uchupiamonas, el cual comprende unas 210 mil hectáreas de bosque al interior del parque nacional Madidi, región Amazónica de Bolivia. El albergue está ubicado a 3,5 horas de viaje en bote a motor navegando aguas arriba los ríos Beni y Tuichi dentro del parque nacional Madidi y tiene una capacidad para albergar a 14 visitantes en cabañas de estilo tradicional amazónico.
Los emprendimientos de turismo responsable y ecoturismo asentados dentro del parque nacional Madidi, ofrecen transporte en botes, acomodación, guías nativos intérpretes y comida casera preparada sobre la base de productos locales.